# Honey Mahogany
Honey Mahogany (San Francisco, 30 de diciembre de 1983) es una activista, política, artista drag y cantante estadounidense. Llamó la atención internacional por primera vez en la quinta temporada de RuPaul's Drag Race, seguida por el lanzamiento de su EP debut Honey Love. Jugó un papel decisivo en la creación del Distrito Transgénero en San Francisco, donde se desempeñó como la primera directora.

## Antecedentes
Mahogany comenzó a actuar como drag mientras obtenía su licenciatura en la Universidad del Sur de California. Luego asistió a la escuela de posgrado en la Universidad de California en Berkeley, obtuvo una Maestría en Trabajo Social y cofundó la competencia anual de drag "Berkeley's Next Top Drag Performer" en 2008. Mientras estaba en UC Berkeley, actuó principalmente en clubes de lesbianas en Oakland, afirmando que en ese momento tenía "muchas más amigas lesbianas que amigos homosexuales". Terminó eligiendo el nombre de "Honey Mahogany" en base a los dos colores de maquillaje de Revlon que eran más cercanos a su tono de piel.

## Carrera yRuPaul's Drag Race

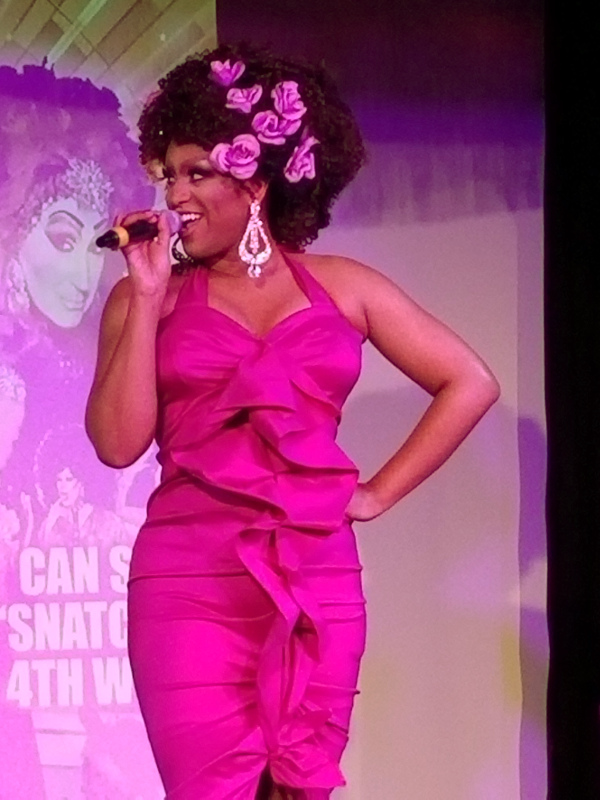
Honey Mahogany en 2018.

Mahogany fue uno de los catorce concursantes elegidos para la quinta temporada de RuPaul's Drag Race, compitiendo contra Jinkx Monsoon, Alaska Thunderfuck, Detox Icunt y Alyssa Edwards, entre otros. Mahogany fue la primera concursante del programa de San Francisco y una de las pocas que cantó en vivo, a diferencia del habitual lip sync.
En el episodio de apertura de la temporada, "RuPaullywood Or Bust", el look de pasarela de Mahogany era un atuendo completamente dorado con un tocado de malla dorada. En la segunda semana del episodio "Lip Synch Extravaganza Eleganza", Mahogany se ubicó entre los cuatro primeros. En la semana tres, Mahogany se asoció con Coco Montrese para una actuación de títeres que no impresionó a los jueces. Combinando la pasarela y siendo juzgada individualmente por la actuación de títeres, Mahogany terminó siendo segura esa semana. En el episodio cuatro, "Black Swan: Why It Gotta Be Black?", Mahogany salió a la pasarela en un caftán, lo que no impresionó a los jueces. Se colocó entre los dos últimos, sincronizando los labios con Vivienne Pinay al ritmo de «Oops!... I Did It Again» de Britney Spears. Tras la actuación, tanto Mahogany como Pinay fueron eliminadas en una doble eliminación. Después de que Mahogany fuera eliminada, cuando se le pidió que eligiera a quién le gustaría que ganara, eligió a Jinkx Monsoon, con sede en Seattle, quien terminó llevándose la corona.
Al comienzo de la temporada 6 de Drag Race, Mahogany declaró que ella era del "Equipo Courtney" para saber quién debería ganar, refiriéndose a Courtney Act. Mahogany y Act se conocieron cuando ambos audicionaron para The X Factor.

### Música
En 2010, Mahogany lanzó una versión de «Hometown Glory» de Adele, que fue reconocida por Limelight Records como una de los mejores covers musicales del año.
En 2012, Mahogany lanzó su segundo sencillo, esta vez una canción original titulada «It's Honey», que tenía un video musical en que estaba acompañada de Raja y Jujubee. Tanto Raja como Jujubee también fueron exparticipantes de RuPaul's Drag Race.
En febrero de 2014, Mahogany lanzó su EP debut Honey Love, que fue escrito y coproducido con Erik Ian Walker de WakoWorld Music. Una de las pistas del EP fue «Shoulda Known Better», que Mahogany interpretó en la serie de HBO Looking en 2014. El EP presenta 3 canciones originales: «Mountain», «Take Him From Me» y «Shoulda Known Better»; y dos covers: «Feeling Good» y «Lucky Star» de Madonna.

### Teatro yThe Craft... of Drag!
Mahogany también ha participado en varias producciones teatrales, incluidas Queer Rebels of the Harlem Renaissance, Dirty Little Showtunes, Oprah: The Dragsical (en la que interpretó el papel principal), Halloween: The Ballad of Michelle Meyers y la colaboración drag/espectáculo de artes escénicas Work MORE! Mahogany también se unió a trixxie carr para su espectáculo The Right to RULE en 2012 en el Reino Unido en el Festival Abandon Normal Devices (AND).
En 2013, Mahogany se unió a The Craft... of Drag! de Peaches Christ. La obra fue una versión satírica de la película de 1996 The Craft. El espectáculo contó con Peaches Christ, Sharon Needles, Alaska Thunderfuck y Honey Mahogany. Se llevó a cabo en San Francisco en el Teatro Castro y fue patrocinado por Midnight Mass, San Francisco Bay Guardian, Amoeba Records y Good Vibrations. Mahogany interpretó a Rochelle, parte del cuarteto principal de la película original. El espectáculo se realizó en vivo como una producción de 50 minutos.
Mahogany se unió a otra producción de Christ más tarde en 2013, la 16.ª actuación anual de Showgirls, basada en la película homónima de 1995. Mientras estaba en esa producción, Mahogany trabajó con Rena Riffel, quien interpretó a Penny/Hope en la película original. Mahogany interpretó el personaje de Nomi.
En 2015 y 2017, Mahogany interpretó a la teniente Uhura en una versión drag de acción en vivo de Star Trek dirigida por la también reina de San Francisco, D'Arcy Drollinger.
En 2016, Mahogany unió fuerzas con Peaches Christ una vez más para Spice Racks, una parodia drag de la película camp de fines de la década de 1990, Spice World. A Mahogany y Christ se unieron la participante de Drag Race Katya Zamolodchikova y las reinas del Reino Unido Cheddar Gorgeous y Anna Phylactic. Mahogany repitió su papel de Scary Spice para una lectura en vivo de Spice World en Clusterfest en 2018.

## Política

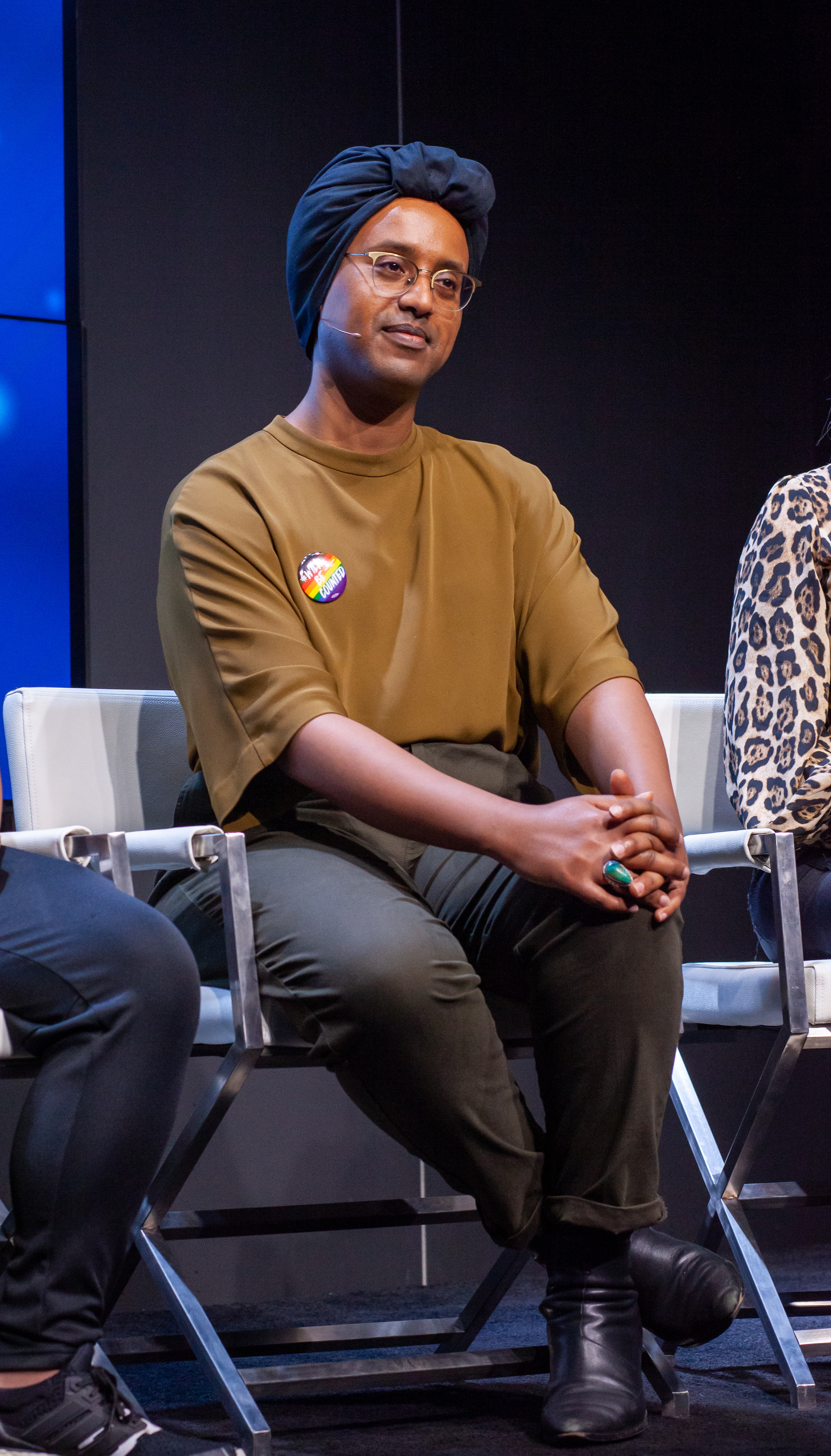
Mahogany en 2020.

Mahogany se convirtió en la primera persona transgénero en servir en el Comité Central del Condado Demócrata de San Francisco (DCCC) luego de su nombramiento en 2018. En 2021, Mahogany fue elegida presidenta del DCCC.
En junio de 2022, Mahogany anunció su campaña para convertirse en Supervisora del Distrito 6 de San Francisco; en la elección desarrollada el 8 de noviembre fue finalmente derrotada por Matt Dorsey. Anteriormente se desempeñó como jefa de personal del supervisor del Distrito 6, Matt Haney, quien dejó la Junta de Supervisores en abril de 2022 después de ser elegido miembro de la Asamblea del Estado de California. En su cargo en la oficina de Haney, trabajó para trasladar a los residentes sin hogar a habitaciones de hotel al comienzo de la pandemia de COVID-19, una medida electoral que crea un nuevo Departamento de Saneamiento y Calles, y un proyecto de vivienda propuesto en Stevenson Street que finalmente no fue aprobado.

## Otros emprendimientos
En 2011, los lectores de San Francisco Weekly votaron a Mahogany como la mejor drag queen. En 2013 y 2014, Mahogany presentó "Topsy Turvy: A Queer Circus Extravaganza", que ha sido descrita como un "elenco geográfica y culturalmente diverso de artistas de circo queer, trans y variantes de género que usan sus cuerpos para contar historias únicas que subvierten los ideales tradicionales de belleza, sexualidad y poder". En 2014, Mahogany fue sede de la feria anual de Castro Street de San Francisco.
En 2016, Mahogany se convirtió en copropietaria del bar The Stud. El propietario anterior anunció que pondría el negocio en venta después de que el arrendador hiciera un aumento sustancial en el alquiler. Mahogany y otros 17 antiguos clientes del bar se unieron para convertir el bar en una cooperativa, convirtiendo a The Stud en uno de los pocos clubes nocturnos de propiedad cooperativa del mundo.
Durante cinco años a partir de diciembre de 2012, Mahogany encabezó y presentó "Mahogany Mondays", un espectáculo de drag y cabaret que se llevó a cabo en Midnight Sun en el Castro. En 2017, Mahogany comenzó a presentar "Black Fridays", un programa de variedades con DJ y talentos afroamericanos que se llevó a cabo en el bar LGBT más antiguo de San Francisco, The Stud. A partir de junio de 2017, Mahogany y su amiga cercana, la hermana Roma, se han convertido en los anfitriones habituales del escenario principal de la Marcha del orgullo LGBT de San Francisco.
Mahogany también cofundó el Distrito Transgénero en San Francisco con Janetta Johnson y Aria Sa'id. Mahogany se desempeñó como la primera directora del distrito. En 2018, Mahogany se convirtió en la primera persona trans en servir como copresidenta del Club Demócrata LGBT Harvey Milk.
En junio de 2019, para conmemorar el 50.º aniversario de los disturbios de Stonewall, lo que provocó el inicio del movimiento moderno por los derechos LGBTQ, Queerty la nombró una de las "personas pioneras de Pride50 que garantizan activamente que la sociedad siga avanzando hacia la igualdad, la aceptación y la dignidad de todas las personas queer".

## Vida personal
Mahogany nació y se crio en San Francisco, y es hija de inmigrantes etíopes que huyeron de su país de origen debido a la persecución política y los disturbios. Criada como católica mientras vivía en un apartamento de dos habitaciones con sus padres, hermano, abuela y varios primos, asistió a la escuela católica K-12 y es exalumna del St. Ignatius College Preparatory. Recibió una licenciatura en Psicología de la Universidad del Sur de California con especialización en Teatro Musical. Después de graduarse, hizo una pasantía en el Programa Conjunto de las Naciones Unidas sobre el VIH/sida, y poco después postuló y fue admitida en la Universidad de California en Berkeley, donde obtuvo una Maestría en Trabajo Social. Con ese título, trabajó como trabajadora social en el condado de Contra Costa durante varios años. Algunos de los clientes con los que trabajó incluyeron personas con VIH y jóvenes LGBT sin hogar.
Mahogany se identifica como queer y trans no conforme con el género.

## Filmografía

### Cine y televisión
| Año  | Título                       | Rol                                               | Notas           |
| ---- | ---------------------------- | ------------------------------------------------- | --------------- |
| 2016 | Don't Call It Frisco         | Vecino                                            | Episodios 1 y 3 |
| 2015 | Hush Up Sweet Charlotte      | Trudy                                             |                 |
| 2014 | Looking                      | Cantando "Shoulda Known Better"                   |                 |
| 2013 | RuPaul's Drag Race           | 10.º lugar (eliminación doble con Vivienne Pinay) |                 |
| 2013 | RuPaul's Drag Race: Untucked | 4 episodios                                       |                 |
| 2013 | New Now Next Awards          |                                                   |                 |

### Videos musicales
| Año  | Título                                                 | Álbum         |
| ---- | ------------------------------------------------------ | ------------- |
| 2013 | "Feeling Good"                                         | Honey Love EP |
| 2013 | "It's Honey"                                           |               |
| 2013 | "Candy Yum Yum" de Kevin Mikal                         | Candy Yum Yum |
| 2014 | "Shoulda Known Better"                                 | Honey Love EP |
| 2014 | "IN N OUT MISSION" (parodia de «Partition» de Beyoncé) |               |

## Discografía

### Sencillos
| Canción                           | Año  | Álbum         |
| --------------------------------- | ---- | ------------- |
| "Hometown Glory" (cover de Adele) | 2010 |               |
| "It's Honey"                      | 2012 |               |
| "Mountain"                        | 2014 | Honey Love EP |
| "Take Him From Me"                | 2014 | Honey Love EP |
| "Shoulda Known Better"            | 2014 | Honey Love EP |
| "Feeling Good" (cover)            | 2014 | Honey Love EP |
| "Lucky Star" (cover de Madonna)   | 2014 | Honey Love EP |